# Mallot

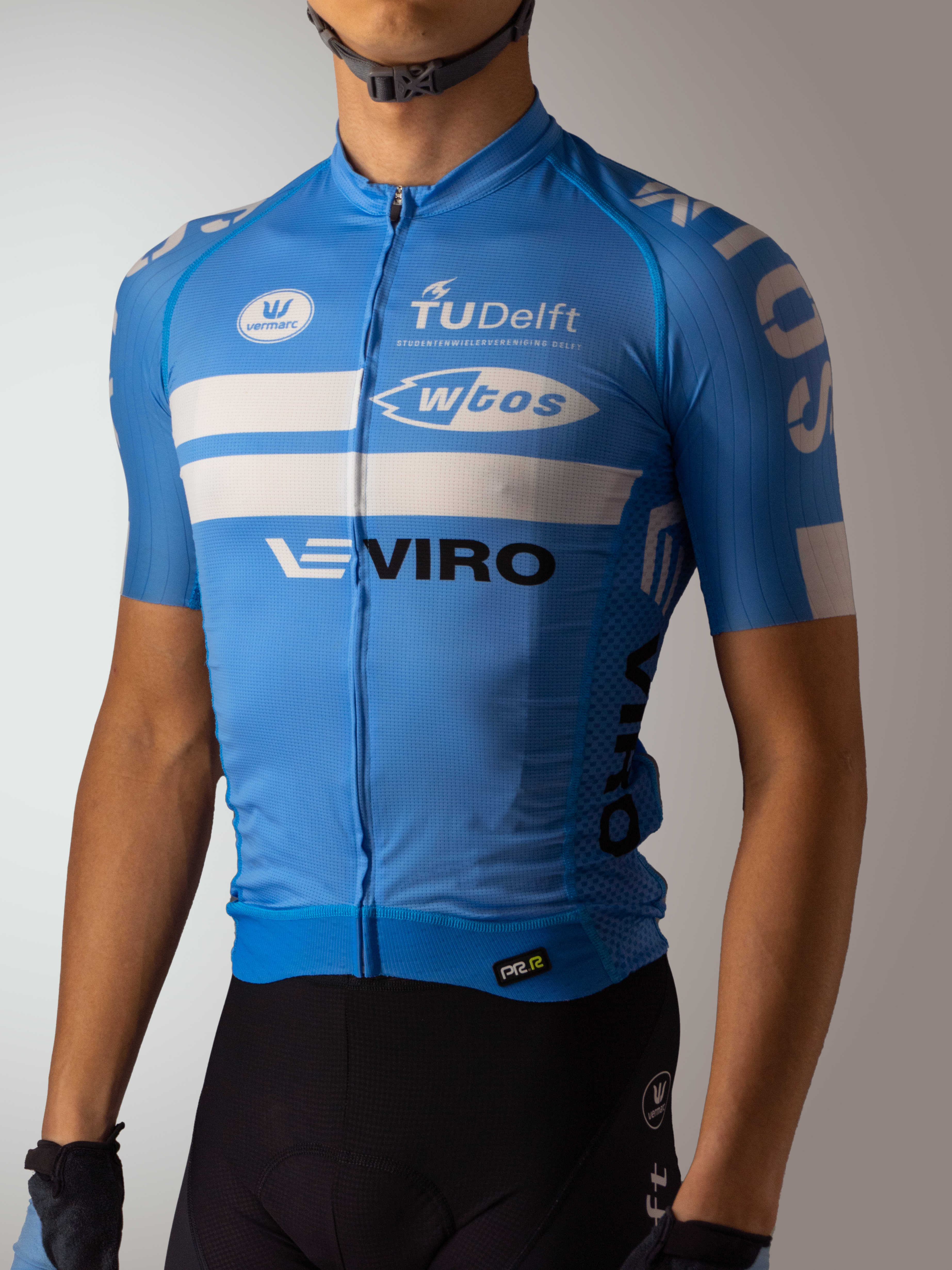
Mallot ciclista

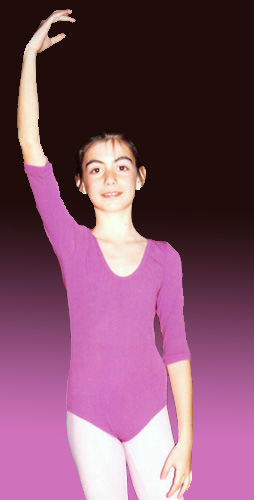
Mallot de ballet amb mànigues tres quarts

Un mallot és una peça de roba fet de punt en un teixit elàstic i estret molt ajustada al cos. Es fa servir en diferents esports, en la dansa i el ballet. Tenen amb una forma adaptada i són concebuts per facilitar els moviment típics de cada activitat. N'existeixen que cobreixen tot el cos, per exemple per dansar, banyar, atletisme, gimnàstica, lluita, rem… en el ciclisme es sinòmin de samarreta.
Es va servir un fil tècnic per fer el tricot o punt d'ordit. S'adapta al menester de cada esport, a més de facilitar el moviment, ha d'ajudar a evacuar la suor, ser lleuger, assecar ràpidament, mantenir la temperatura corporal, augmentar la visibilitat en esports de carrer, identificar l'equip. N'hi ha de particulars, per exemple per fer el triatló que han de tenir una combinació de qualitats que fa l'equilibri que va bé per els tres esports.
A més de la seva funció pràctica, els mallots també serveixen per identificar l'equip i sobretot en l'esport professional són suports de publicitat. S'hi posen els logotips dels patrocinadors, i així converteixen els esportistes en homes-anunci durant els esdeveniments i sobretot en la retransmissió televisiva. Els mallots esdevenen icones distingides en el món de l'esport, sigui professional o amateur. La propaganda als mallots ha esdevingut una font d'ingressos important per als clubs. Els aficionats promouen alhora llur club i la marca del patrocinador. La venta dels mallots amb els colors i números d'esportistes favorits s'ha convertit en un mercat secundari important. Els mallots han esdevingut un accessori de moda de succés comercial, el que ha inspirat certs clubs a llançar col·leccions inspirades en el logo i el maillot oficial, però diferents dels maillots tècnics.

## EtImologia
El mot és d'origen francès. Prové de maille (derivat del llatí macula, ‘malla de xarxa’ que també va donar el català ‘malla’) amb el sufix -ot. A l'origen significava un teixit amb el qual s'embolicaven completament els nounats. En text francesos des del segle xvi és sinònim de nounat o dels primers anys de la vida, antigament es deia maillol. Va passar als vestits per adults des del segle xvii al ballet i la primeria del segle xx a altres esports: primer al futbol i el rugby, i més tard al ciclisme, la natació i altres esports

## Mallot de dansa
Fora de l'indumentària infantil, la dansa i el ballet van ser els primers a adoptar el mallot.

## Mallot de ciclisme
Una samarreta de ciclisme té diverses parts, com ara una cremallera a davant, butxaques a la part baixa de l'esquena i silicona als extrems de les mànigues. Es fa de tricot d'assecat ràpid assegura que la suor s'evapori, mantenint al ciclista fresc durant llargs recorreguts. El tall està dissenyat per adaptar-se a la posició del ciclista a la bicicleta, per tal d'optimitzar l'aerodinàmica i garantir comoditat. Els colors vibrants i els gràfics cridaners no només serveixen per identificar els equips i els patrocinadors, sinó que també milloren la visibilitat del ciclista a l'escamot (en francès, peloton) i augmenta la seguretat del ciclista a la carretera.
La cremallera frontal permet de regular la ventilació. Modernament es prefereixen les cremalleres invisibles, per raons estètiques i per no trencar la publicitat. Les butxaques a la part posterior ofereixen espai per portar-hi elements essencials com aliments, eines i altres accessoris necessaris durant el trajecte.
En l'àmbit competitiu, poden ser símbols d'assoliments i lideratge. El mallot groc del Tour de França és portat pel líder de la classificació general des de 1919. Afegeix una capa addicional d'emoció i prestigi al món del ciclisme. Altres mallots sibòlics són el mallot rosa del Giro d'Itàlia des de 1931, el mallot mallot de l'arc de Sant Martí que llueix el campió del món de ciclisme o el mallot vermell des de 2010 a la Volta a Espanya.